# ولاية أنقرة
محافظة أنقرة  هي إحدى محافظات تركيا. عاصمتها مدينة أنقرة  تبلغ مساحتها 25,615 كم2 ويبلغ عدد سكانها 5,782,285 نسمة حسب إحصائية عام 2022، كما يبلغ معدل الكثافة السكانية 230/كم2 تقع في وسط تركيا.